# Franciszek Drzewiecki
Franciszek Drzewiecki FDP (ur. 26 lutego 1908 w Zdunach k. Łowicza, zm. 13 września 1942 w Hartheim) – polski duchowny katolicki, orionista, błogosławiony Kościoła katolickiego, męczennik II wojny światowej.

## Życiorys
Syn Jana i Rozalii. Miał czterech braci i sześć sióstr. Jego rodzina była głęboko religijna. Po szkole podstawowej podjął naukę w seminarium nauczycielskim w Łowiczu. Ten typ szkoły jednak mu nie odpowiadał. Jesienią 1922 r. rozpoczął naukę w kolegium księży orionistów w Zduńskiej Woli. Następnie rozpoczął studia filozoficzne, które ukończył 1931 r. 10 grudnia 1930 r. złożył pierwszą profesję zakonną. W 1931 r. został wysłany na studia do Włoch, gdzie po kursie języka studiował teologię w Wenecji i Tortonie. W latach 1933–1934 odbył nowicjat. Po zakończeniu nowicjatu 15 sierpnia 1934 r. złożył profesję wieczystą na ręce ks. Alojzego Orione. Święcenia kapłańskie przyjął 6 czerwca 1936 r. z rąk ks. bp. Egisto Melchiori. Po święceniach kapłańskich pozostał we Włoszech. Pracował w Genui w Małym Kottolengo. W grudniu 1937 r. wrócił do Polski. Został prefektem Krucjaty Eucharystycznej oraz uczył religii w kolegium. Organizował adoracje, uczył katechizmu, organizował przedstawienia religijne. W okresie wakacyjnym 1939 r. został wysłany do pracy w Małym Kottolengo i parafii Najświętszego Serca Jezusowego we Włocławku. W tej pracy wykazywał dużo gorliwości i poświęcenia.
Po wybuchu II wojny światowej pozostał we Włocławku i prowadził rekolekcje, organizował nabożeństwa, spowiadał. 7 listopada 1939 r. w mieście Niemcy przeprowadzili masowe aresztowania księży. Ojciec Franciszek, a z nim i ks. Henryk Demrych, zostali również aresztowani. W więzieniu znajdowało się już 43 innych księży i kleryków z ks. bp. Michałem Kozalem na czele. 16 stycznia 1940 r. zostali oni przewiezieni do miejsca odosobnienia w Lądzie, gdzie księża salezjanie mieli swój konwent, zamieniony przez władze okupacyjne na więzienie dla duchownych. Przed wywiezieniem w głąb Niemiec do niemieckiego nazistowskiego obozu koncentracyjnego KL Dachau, ojciec Franciszek nie skorzystał z możliwości zwolnienia wyrażając wolę pracy wśród uwięzionych. 15 grudnia 1940 r. trafił do obozu Dachau jako numer 22666. Dostał się do pracy na plantacji ziół. Z powodu silnych odmrożeń kończyn, z niedożywienia i ciężkiej pracy fizycznej jego organizm doprowadzony został do stanu głębokiego wycieńczenia. Ten zły stan zdrowia był przyczyną wywiezienia go 10 sierpnia 1942 do zamku Hartheim, w pobliżu Linzu gdzie został zagazowany.

## Kult
Franciszka Drzewieckiego beatyfikował papież Jan Paweł II w dniu 13 czerwca 1999 w grupie 108 polskich męczenników.
Ich wspomnienie liturgiczne obchodzone jest 12 czerwca lub 10 sierpnia.